# Massacre de Boves
Le massacre de Boves est un crime de guerre nazi de la Seconde Guerre mondiale qui a eu lieu le 19 septembre 1943, commune de Boves, dans la province de Coni en Italie, et est l'un des premiers massacres de guerre allemands en Italie.

## Histoire

### Premier massacre
Le 19 septembre 1943, dans la commune de Boves, 24 civils italiens sont tués et 350 maisons détruites par les tirs d'artillerie de la Waffen-SS, sous le commandement du SS-Sturmbannführer Joachim Peiper. Le déclenchement du massacre est la capture de deux des sous-officiers allemands et la mort d'un troisième pendant l'échange de feu avec les partisans italiens dans les environs de la ville. Après négociation et l'obtention de leur libération des otages, Peiper aurait ordonné la destruction de la ville. Les témoignages seraient controversés.

### Second massacre
Entre 1943 et 1944 la ville subit une seconde violence. L'armée allemande effectue des ratissages dans les zones de montagne, détruisant les villages provoquant 59 victimes.
Les tentatives faites pour obtenir la condamnation de Joachim Peiper pour le massacre de Boves ont eu lieu en 1968, soit 25 ans après.
En 1968, un tribunal italien a conclu « que les preuves sont insuffisantes » pour prouver l'activité criminelle de la part de l'accusé pour justifier des poursuites. Le 23 décembre 1968, le Tribunal de District de Stuttgart arrive à la même conclusion, et met un terme aux poursuites judiciaires de Peiper pour ses activités en Italie.